# Paradoxophyla
Paradoxophyla is een geslacht van kikkers uit de familie smalbekkikkers (Microhylidae). De groep werd voor het eerst wetenschappelijk beschreven door Rose Marie Antoinette Blommers-Schlösser en C. P. Blanc in 1991.
Er zijn twee soorten die endemisch zijn op het Afrikaanse eiland Madagaskar. Beide soorten leven uitsluitend in regenwouden.

## Taxonomie
Geslacht Paradoxophyla
- Soort Paradoxophyla palmata
- Soort Paradoxophyla tiarano